# James Williams (Politiker, 1825)

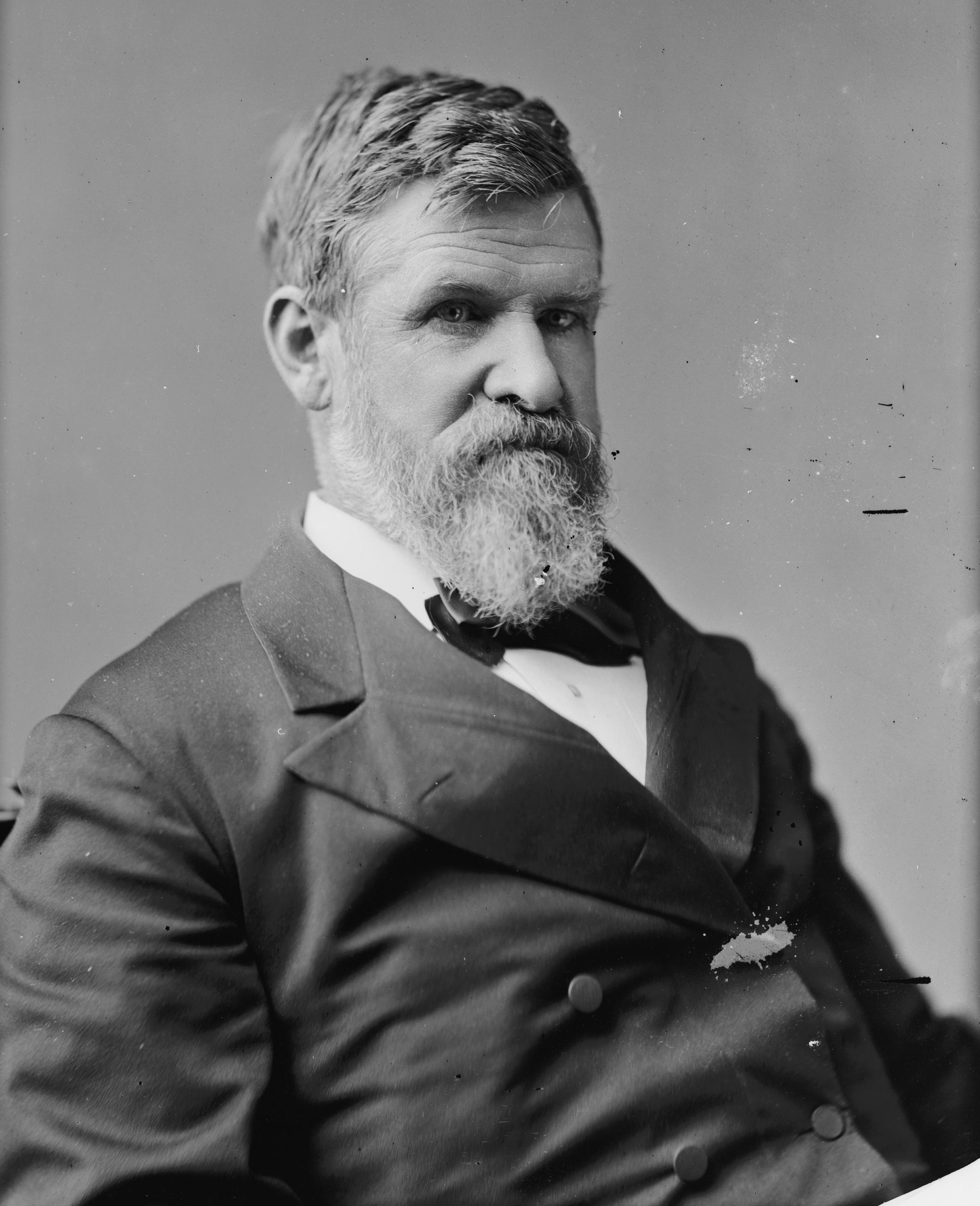
James Williams

James Williams (* 4. August 1825 in Philadelphia, Pennsylvania; † 12. April 1899 in Smyrna, Delaware) war ein US-amerikanischer Politiker. Zwischen 1875 und 1879 vertrat er den Bundesstaat Delaware im US-Repräsentantenhaus.

## Werdegang
Nach der Grundschule zog James Williams nach Kenton in Delaware, wo er unter anderem in der Landwirtschaft tätig wurde. Ursprünglich hatte er eine Lehre als Zimmermann und eine Laufbahn als Architekt ins Auge gefasst. Nachdem aber sein Vater, ein Holzhändler, in Kenton eine Farm erworben hatte, bewirtschaftete der junge James dieses Anwesen. Politisch war er Mitglied der Demokratischen Partei. Zwischen 1857 und 1858, 1863 und 1864 und nochmals von 1883 bis 1885 war er Abgeordneter im Repräsentantenhaus von Delaware. Von 1866 bis 1871 gehörte er dem Staatssenat an; ab 1869 war er dessen Präsident. Im Jahr 1872 war Williams Delegierter zur Democratic National Convention.
1874 wurde James Williams gegen den republikanischen Amtsinhaber James R. Lofland in das US-Repräsentantenhaus in Washington, D.C. gewählt. Dort konnte er nach einer Wiederwahl im Jahr 1876 bis zum 3. März 1879 zwei Legislaturperioden absolvieren. Im Jahr 1878 verzichtete Williams auf eine erneute Kandidatur. Nach dem Ende seiner Zeit im Kongress widmete er sich wieder verstärkt seinen landwirtschaftlichen Interessen, die er auch über die Grenzen Delawares hinaus in den Staat Maryland ausweitete. Bis zu seinem Lebensende blieb Williams der Landwirtschaft verbunden. Von 1883 bis 1885 war er erneut Abgeordneter im Repräsentantenhaus von Delaware, von 1891 bis 1893 gehörte er nochmals dem Staatssenat an.